# 上原誠
上原 誠（うえはら まこと、1984年11月14日 - ）は、日本の元キックボクサー。東京都出身。村上竜司が率いる士魂村上塾所属。

## 来歴
高校時代は成立学園高校野球部に所属。ピッチャーで打順は5番。高校卒業時に複数の大学からスカウトを受けている。団体競技である野球はもうやりたくなかったという理由から全て断るも、監督の「大学は行かなくていいからプロの入団テストだけ受けてくれ」との言葉から3球団の入団テストを受験。ヤクルトスワローズの育成選手として合格するもこれも断り格闘技の道へ進んだ。
2008年3月2日、K-1 JAPAN TRYOUTを受験し、ヘビー級で合格を果たした。
2008年7月13日、K-1 WORLD GP 2008 IN TAIPEIのASIA GP 1回戦でパク・ヨンスと対戦し、延長ラウンドに左フックでKO勝ちするも、眼窩底骨折の疑いにより準決勝を棄権した。
2011年7月23日、RISE第2代ヘビー級王者決定戦で羅王丸と対戦し、KO勝ちで王座獲得に成功した。
2013年3月17日、RISE初代ライトヘビー級王者決定戦で清水賢吾と対戦し、判定勝ちで王座獲得に成功した。
2013年12月21日、GLORY 13 TOKYOでダスティン・ジャコビーと対戦し、判定勝ち。
2014年2月4日、芸能事務所「プラチナムプロダクション」とマネージメント契約したことを発表。
2017年11月23日、K-1 WORLD GP初代ヘビー級王座決定トーナメントに出場。1回戦でパコム・アッシにKO勝ちするも、準決勝でアントニオ・プラチバットにKO負けを喫した。
2018年9月24日、K-1 WORLD GP初代クルーザー級王座トーナメントに出場し、1回戦でブバッカ・エル・バクーリにKO負けを喫した。この試合を最後に現役を引退している。

## 人物・エピソード
- 成立学園高校時代は野球部に所属しており、投手としては最速145kmの速球を投げ、プロからも注目されていた。

## 戦績
| キックボクシング 戦績 | キックボクシング 戦績 | キックボクシング 戦績 | キックボクシング 戦績 | キックボクシング 戦績 | キックボクシング 戦績 | キックボクシング 戦績 |
| --------------------- | --------------------- | --------------------- | --------------------- | --------------------- | --------------------- | --------------------- |
| 33 試合               | (T)KO                 | 判定                  | その他                | 引き分け              | 無効試合              |                       |
| 23 勝                 | 13                    | 10                    | 0                     | 1                     | 0                     |                       |
| 9 敗                  | 5                     | 4                     | 0                     | 1                     | 0                     |                       |

| 勝敗 | 対戦相手                       | 試合結果                                | 大会名 | 開催年月日     |
| ×    | ブバッカ・エル・バクーリ       | 1R 1:05 KO（2ダウン：左ストレート）     | K-1 WORLD GP 2018 JAPAN ～初代クルーザー級王座決定トーナメント～ 【K-1 WORLD GP初代クルーザー級王座トーナメント1回戦】        | 2018年9月24日  |
| ×    | 加藤久輝                       | 3R+延長1R終了 判定1-2（10-9,9-10,9-10） | K-1 WORLD GP 2018 JAPAN ～第2代フェザー級王座決定トーナメント～                                                               | 2018年6月17日  |
| ×    | アントニオ・プラチバット       | 1R 2:09 KO（2ダウン：跳び膝蹴り）       | K-1 WORLD GP 2017 JAPAN ～初代ヘビー級王座決定トーナメント～ 【K-1 WORLD GP初代ヘビー級王座決定トーナメント準決勝】           | 2017年11月23日 |
| ○    | パコム・アッシ                 | 1R 2:40 KO（2ダウン：左フック）         | K-1 WORLD GP 2017 JAPAN ～初代ヘビー級王座決定トーナメント～ 【K-1 WORLD GP初代ヘビー級王座決定トーナメント1回戦】            | 2017年11月23日 |
| ×    | イブラヒム・エル・ボウニ       | 2R 1:33 KO（左フック）                  | K-1 WORLD GP 2017 JAPAN ～初代ライト級王座決定トーナメント～                                                                  | 2017年2月25日  |
| ○    | KOICHI                         | 3R終了 判定3-0（30-28,29-28,29-28）     | K-1 WORLD GP 2016 IN JAPAN ～スーパー・フェザー級世界最強決定トーナメント～                                                   | 2016年9月19日  |
| ○    | 高萩ツトム                     | 1R 0:32 TKO                             | K-1 WORLD GP 2016 IN JAPAN ～-65kg世界最強決定トーナメント～                                                                  | 2016年6月24日  |
| ○    | 山下力也                       | 3R終了 判定3-0（30-28,30-28,30-29）     | MA日本キックボクシング連盟 村上祭                                                                                             | 2016年4月10日  |
| ○    | 訓 -Nori-                      | 1R 2:06 KO（3ダウン：右フック）         | K-1 WORLD GP 2016 IN JAPAN ～-65kg日本代表決定トーナメント～                                                                  | 2016年3月4日   |
| ×    | ザビット・サメドフ             | 延長R終了 判定0-3（9-10,9-10,9-10）     | BLADE 1 | 2014年12月29日 |
| ○    | セルグ・弁慶・ガレシック       | 1R 1:25 KO（右フック）                  | RISE 100 ～BLADE 0～ | 2014年7月27日  |
| ○    | ヤン・ヘジョン                 | 3R終了 判定3-0（30-28,30-27,30-26）     | RISE 98 | 2014年3月30日  |
| ○    | ダスティン・ジャコビー         | 3R終了 判定2-1（30-27,30-27,28-29）     | GLORY 13 | 2013年12月21日 |
| -    | キム・ネイチェル               | 延長R終了 判定（10-10,10-10,10-9）      | RISE 95 | 2013年9月13日  |
| ○    | 清水賢吾                       | 5R終了 判定2-1（47-46,46-47,47-45）     | RISE 92 【初代RISEライトヘビー級王座決定戦】                                                                                  | 2013年3月17日  |
| ○    | 天田ヒロミ                     | 3R終了 判定3-0（29-27,30-27,29-28）     | K-1 RISING 2012 WORLD GP FINAL 16 in 両国国技館                                                                               | 2012年10月14日 |
| ○    | クラフトン・ブレイズ・ワランス | 2R 2:27 KO（右フック）                  | RISE 88 | 2012年6月2日   |
| ○    | ワン・ジンガン                 | 1R 0:22 KO（右ローキック）              | RISE 87 | 2012年3月24日  |
| ×    | シング・心・ジャディブ         | 1R 0:38 KO（左ストレート）              | RISE 85 【RISE HEAVY WEIGHT TOURNAMENT 2011 決勝戦】                                                                          | 2011年11月23日 |
| ○    | ヤン・ソウクップ               | 延長R終了 判定（10-9,10-9,10-9）        | RISE 85 【RISE HEAVY WEIGHT TOURNAMENT 2011 準決勝】                                                                          | 2011年11月23日 |
| ○    | ステファン・レコ               | 3R終了 判定3-0 （30-27,30-27,30-26）    | RISE 85 【RISE HEAVY WEIGHT TOURNAMENT 2011 1回戦】                                                                           | 2011年11月23日 |
| ○    | 羅王丸                         | 3R 2:49 KO（右フック）                  | RISE 80 【第2代RISEヘビー級王座決定戦】                                                                                       | 2011年7月23日  |
| ○    | イ・ギファン                   | 1R 2:14 KO（右ローキック）              | RISE 74 | 2011年2月27日  |
| ○    | 羅王丸                         | 3R終了 判定2-0                          | RISE 73R | 2010年12月19日 |
| ○    | 清水賢吾                       | 3R 1:24 KO（左ハイキック）              | RISE 68 | 2010年7月31日  |
| ×    | 高萩ツトム                     | 3R終了 判定0-2                          | K-1 WORLD GP 2010 IN YOKOHAMA 【オープニングファイト】                                                                        | 2010年4月3日   |
| ×    | シング・心・ジャディブ         | 2R 1:36 KO（右フック）                  | K-1 WORLD GP 2009 FINAL 【オープニングファイト】                                                                              | 2009年12月5日  |
| ×    | 天田ヒロミ                     | 3R終了 判定0-3                          | HEAT 10 【HEATキックルール ヘビー級トーナメント 決勝】                                                                        | 2009年7月18日  |
| ○    | 恩田剛徳                       | 延長R KO（3ダウン：左フック）           | HEAT 9 【HEATキックルール ヘビー級トーナメント 準決勝】                                                                       | 2009年3月28日  |
| ○    | 孫武                           | 2R 1:10 TKO（タオル投入）               | HEAT 8 【HEATキックルール ヘビー級トーナメント 1回戦】                                                                        | 2008年12月14日 |
| ○    | パク・ヨンス                   | 延長R 1:25 KO（左フック）               | K-1 WORLD GP 2008 IN TAIPEI 【ASIA GP 1回戦】                                                                                 | 2008年7月13日  |
| ○    | 沢田秀男                       | 3R終了 判定3-0                          | K-1 JAPAN TRYOUT 〜日本人戦士育成プロジェクト〜 トライアルリーグ                                                              | 2008年4月20日  |
| ○    | 高橋竜平                       | 1R 1:26 KO（2ダウン：右ハイキック）     | マーシャルアーツ日本キックボクシング連盟「BREAK THROUGH-1 〜突破口〜 MA.KICK 2008 士道館新春正月興行」 【オープニングマッチ】 | 2008年1月14日  |

### アマチュア成績
- 17戦17勝10KO

## 獲得タイトル
- 士道館関東大会無差別級グローブ空手2007 優勝
- 士道館全日本ストロングオープントーナメント2007 優勝
- 士道館全日本ストロングオープントーナメント2008 優勝
- 士道館全日本ストロングオープントーナメント2010 優勝
- 士道館全日本ストロングオープントーナメント2011 優勝
- 第2代RISEヘビー級王座
- 初代RISEライトヘビー級王座

## 表彰
- 2009年1月11日 士道館世界空手道連盟敢闘賞